# آل فورد
آل فورد (بالإنجليزية: Al Ford)‏ مواليد 13 أغسطس 1950 في إدمونتون، هو ملاكم محترف كندي سابق صنّف ضمن فئة وزن الوسط.

## المسيرة الاحترافية
من نزالاته:
- انتصر على بروس ستراوس (1982/02/12).
- خسر أمام راي مانشيني (1981/04/02).
- خسر أمام آرون بريور بالضربة الفنية القاضية (1979/05/11).
- خسر أمام كين بوكانان (1972/03/28).

## إحصائيات
خاض خلال مسيرته 74 نزالا، فاز في 55 وخسر في 19. فاز بالضربة القاضية في 19 نزالا.

## روابط خارجية
- آل فورد على موقع بوكس ريك (الإنجليزية) (registration required)
- آل فورد على موقع قاعة ألبرتا للمشاهير الرياضية (مؤرشف) (الإنجليزية)